# Uwe Wittwer

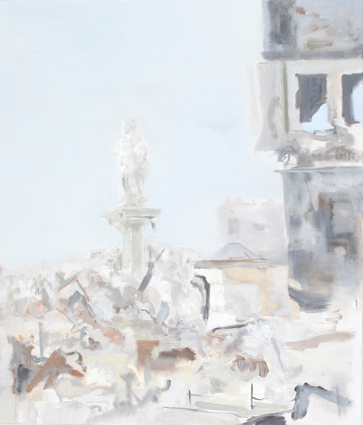
Uwe Wittwer. Ruin, 2005, oil on canvas, 70 x 60 cm

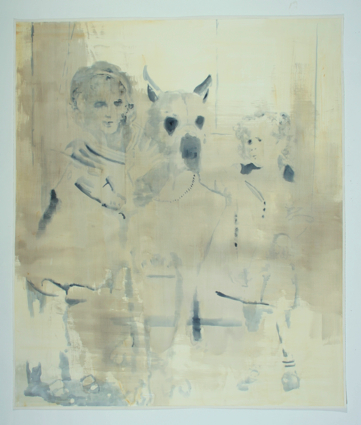
Uwe Wittwer. Double Portrait with Dog, 2007, watercolour, 180 x 150 cm

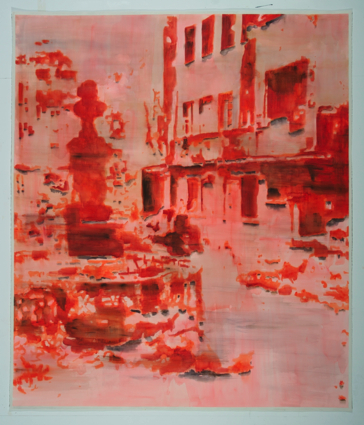
Uwe Wittwer. Ruin, 2007, watercolour, 180 x 150 cm

Uwe Wittwer (n. 1954) es un artista suizo. Vive y trabaja en Zúrich, Suiza. Los medios plásticos que utiliza son acuarela, pintura al óleo, impresión de inyección de tinta y de vídeo.

## Biografía
Uwe Wittwer es un autodidacta. Nacido en 1954 en Zúrich, donde asistió a la escuela, originalmente se formó como trabajador social (Berna, 1974-1977). En 1979 alquiló su primer estudio. Sus primeras obras eran pinturas abstractas, con los colores expresivos del petróleo. El cambio hacia la pintura figurativa tuvo lugar durante mediados de los 80. Su primera exposición individual fue en la Galería Walcheturm, Zúrich en 1983. En 1989 pasó un tiempo en Londres con una beca de estudio (39 Binz Foundation, Zúrich). En 1994 fue en la Ciudad internacional de las Artes en París durante un año con una beca por el cantón de Zúrich. En el mismo año, recibió la beca federal suizo de las artes. 1989 Exposición individual en Helmhaus Zúrich, la primera vez que sus fotografías digitales editados se muestran. Desde entonces, las imágenes manipuladas digitalmente son parte de su trabajo. Él trabaja con imágenes descargadas de Internet.
Marie-Louise Lienhard lo ha descrito como "un pintor con un restringido, un vocabulario ritual"; sus motivos consisten en cuatro temas principales: paisajes, ciudades, bodegones y retratos, más tarde condensada en tres: el idilio, el trabajo de referencia y la violencia.
Las obras de referencia se concentran principalmente en interiores y naturalezas muertas de los maestros holandeses, como Pieter de Hooch o Kalf Willem. El tema de la violencia abarca temas como "tiempo libre" de los soldados estadounidenses en la guerra de Vietnam, ruinas de las ciudades bombardeadas o casas quemadas de la familia.
Trabajo Uwe Wittwer es subrayada por "la cuestión de qué es una imagen" y la cuestión de cómo afecta a la memoria las imágenes.
Uwe Wittwer fue profesor invitado en la Universidad de Witten / Herdecke, Alemania (1998-2000) y en la Universidad Zeppelin, en Friedrichshafen, Alemania (2010)
En 2008 fue elegido en los 50 artistas más importantes de la lista de Suiza por la revista Bilanz (enlace roto disponible en Internet Archive; véase el historial, la primera versión y la última)..